# Bonstetten (Zurich)
Pour les articles homonymes, voir Bonstetten (homonymie).
Bonstetten est une commune suisse du canton de Zurich.

Photo aérienne prise par Walter Mittelholzer (1923).